# Ficksburg
Ficksburg es una localidad sudafricana de la provincia de Free State.

## Geografía
Ubicada al este de Bloemfontein, la localidad está situada cerca de la margen norte del río Caledon.

## Historia
En el pasado formó parte del Estado Libre de Orange. A comienzos del siglo XX, en 1904, tenía contabilizada una población de 1954 habitantes, de los cuales 1021 eran «blancos». Por entonces era el núcleo de una de las mejores regiones agrícolas y ganaderas de la provincia y tenía comunicación ferroviaria directa con Natal, además de mucho comercio. Había yacimientos petrolífeos y minas de diamantes.